# Thomas Cocquerel
Thomas Cocquerel (* 5. September 1989 in Sydney, New South Wales) ist ein australischer Schauspieler in Film und Fernsehen. Er spielte Rollen in Filmen wie Kidnapping Freddy Heineken, Table 19 – Liebe ist fehl am Platz, Billionaire Boys Club oder In Like Flynn.

## Leben und Karriere
Der 1989 in Sydney im australischen Bundesstaat New South Wales geborene Thomas Cocquerel begann seine Darstellerlaufbahn 2013 mit dem Kurzfilm Walk Right In. Seine erste Kinorolle spielte er unter der Regie von Daniel Alfredson in dem Filmdrama Kidnapping Freddy Heineken an der Seite von Jim Sturgess, Sam Worthington und Anthony Hopkins. Danach folgten weitere Rollen in Filmen wie in Kriv Stenders Familiendrama Red Dog – Mein treuer Freund neben Jason Isaacs, Levi Miller und Bryan Brown, des Weiteren in der Jeffrey Blitz Komödie Table 19 – Liebe ist fehl am Platz oder dem Filmdrama The Tribes of Palos Verdes. Unter der Regie von James Cox spielte er im Ensemble um Kevin Spacey in dem Thriller Billionaire Boys Club. Seine erste Hauptrolle hatte er 2018 in Ben Hackworths Filmdrama Celeste neben Radha Mitchell. Im selben Jahr sah man ihn in dem Horrorfilm Alive von Rob Grant. In Russell Mulcahys Abenteuerfilm Flynn – Abenteurer. Eroberer. Hollywood-Legende (In Like Flynn) verkörperte er den Schauspieler Errol Flynn (1909–1959).
Darüber hinaus wirkte er im Fernsehen 2019 in sechs Folgen der Science-Fiction-Serie The 100 in der Rolle des Ryker Desai IX mit.

## Filmografie (Auswahl)

### Kino
- 2015: Kidnapping Freddy Heineken (Kidnapping Mr. Heineken)
- 2016: Red Dog – Mein treuer Freund (Red Dog – True Blue)
- 2017: Table 19 – Liebe ist fehl am Platz (Table 19)
- 2017: 1 Mile to You
- 2017: OtherLife
- 2017: The Tribes of Palos Verdes
- 2018: Billionaire Boys Club
- 2018: Celeste
- 2018: Alive
- 2018: Flynn – Abenteurer. Eroberer. Hollywood-Legende (In Like Flynn)
- 2018: Spare Room
- 2019: The Divorce Party
- 2021: Escape Room 2: No Way Out (Escape Room: Tournament of Champions)

### Fernsehen
- 2014: Love Child (Fernsehserie, 1 Episode)
- 2014: Anzac Girls (Fernsehminiserie)
- 2018: Get Christie Love (Fernsehfilm)
- 2019: The 100 (Fernsehserie, 6 Episoden)
- 2019: SeaChange (Fernsehserie, 1 Episode)
- 2022: The Gilded Age (Fernsehserie)

### Kurzfilme
- 2013: Walk Right In
- 2015: Campdraft
- 2018: Everyone Is Doing Great
- 2018: Ward One
- 2018: The Big Break
- 2020: Un Homme et un Chat